# Élise-Daucourt

Élise-Daucourt is een gemeente in het Franse departement Marne (regio Grand Est) en telt 107 inwoners (2009). De plaats maakt deel uit van het arrondissement Châlons-en-Champagne.
De gemeente bestaat uit twee dorpen, Élise-Daucourt en Daucourt, die ongeveer 1,5 km van elkaar liggen. De beide dorpen liggen ongeveer 6 km ten zuiden van Sainte-Menehould, het dichtstbijzijnde regionale stadje.

Aanvankelijk waren Élise en Daucourt aparte gemeenten; op 1 februari 1965 werden beide gemeenten gefuseerd. Sinds de fusie wordt het dorp Élise  Élise-Daucourt genoemd, terwijl Daucourt de naam Daucourt heeft behouden.

In de dorpen zijn geen faciliteiten meer (geen winkel, café, o.i.d.).
Omringende gemeenten zijn Braux-Saint-Remy, Villers-en-Argonne, Châtrices, Voilemont en Rapsecourt.

## Demografie
De bevolking van de gemeente is van eind jaren 60 tot 2008 gestaag gedaald van 168 in 1968 tot ruim 100 in 2008, met een dieptepunt van 95 inwoners in 1982.

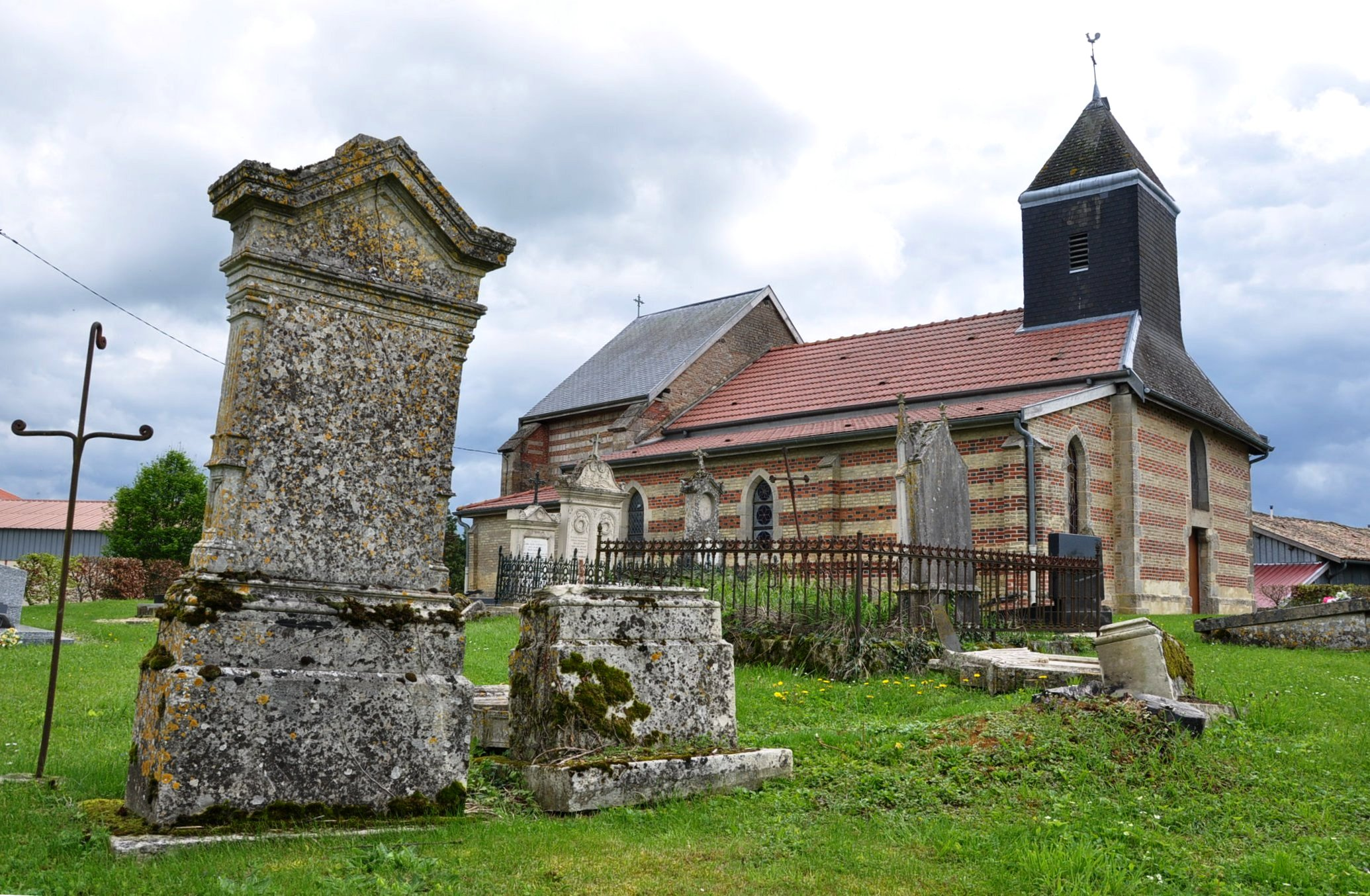
Kerk van St. Juliaan in Élise
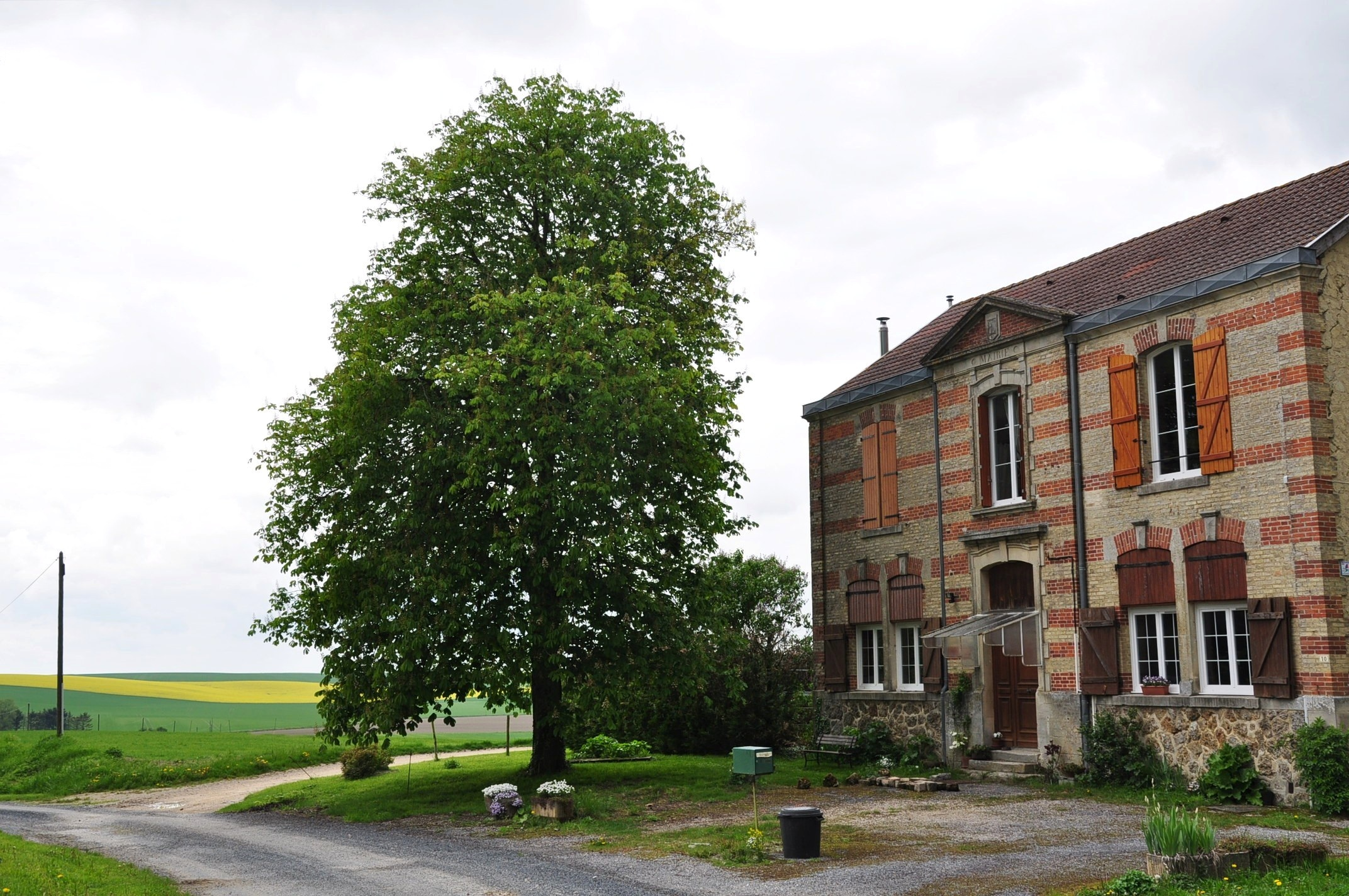
Voormalig stadhuis van Élise
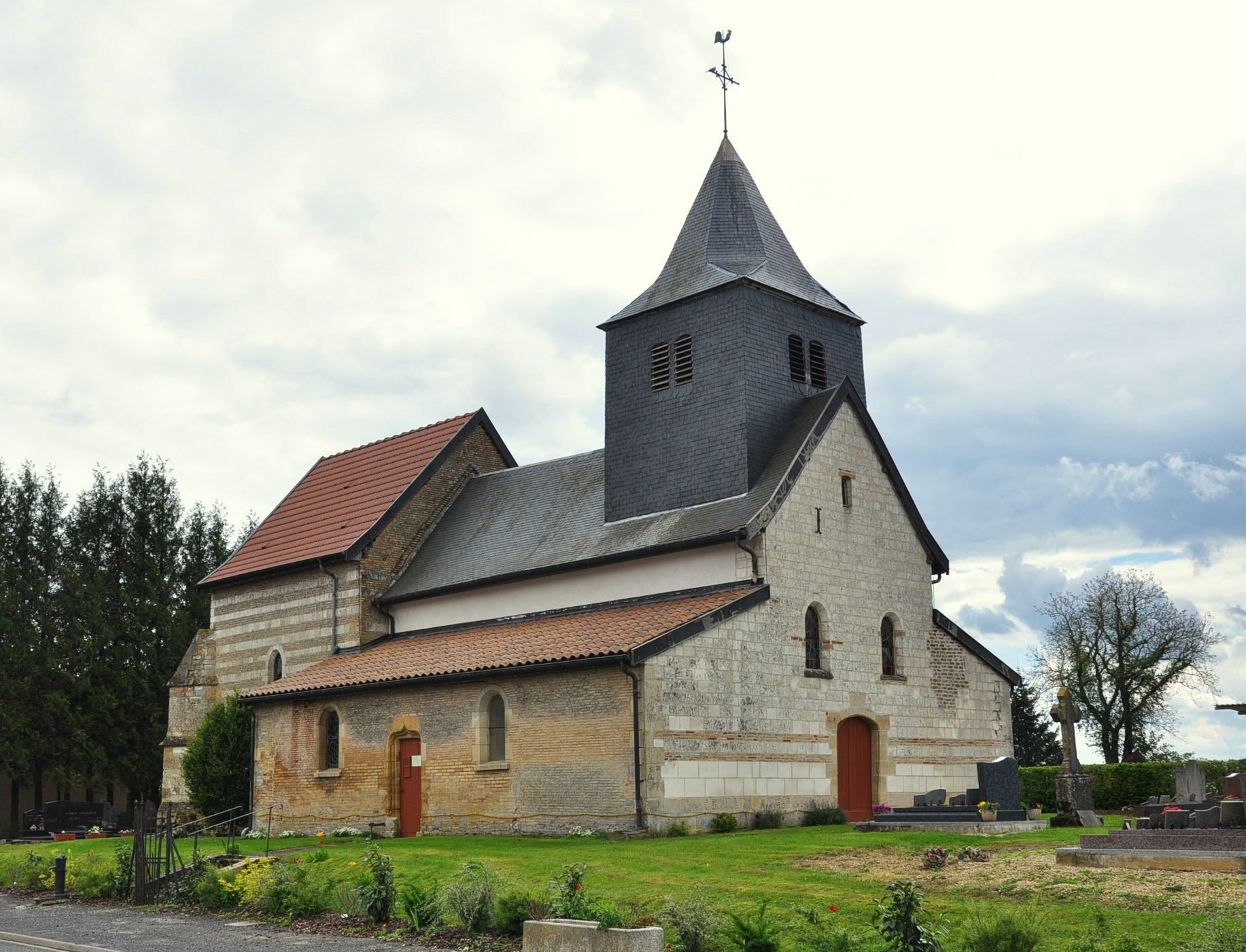
Kerk van St. Nicolaas in Daucourt
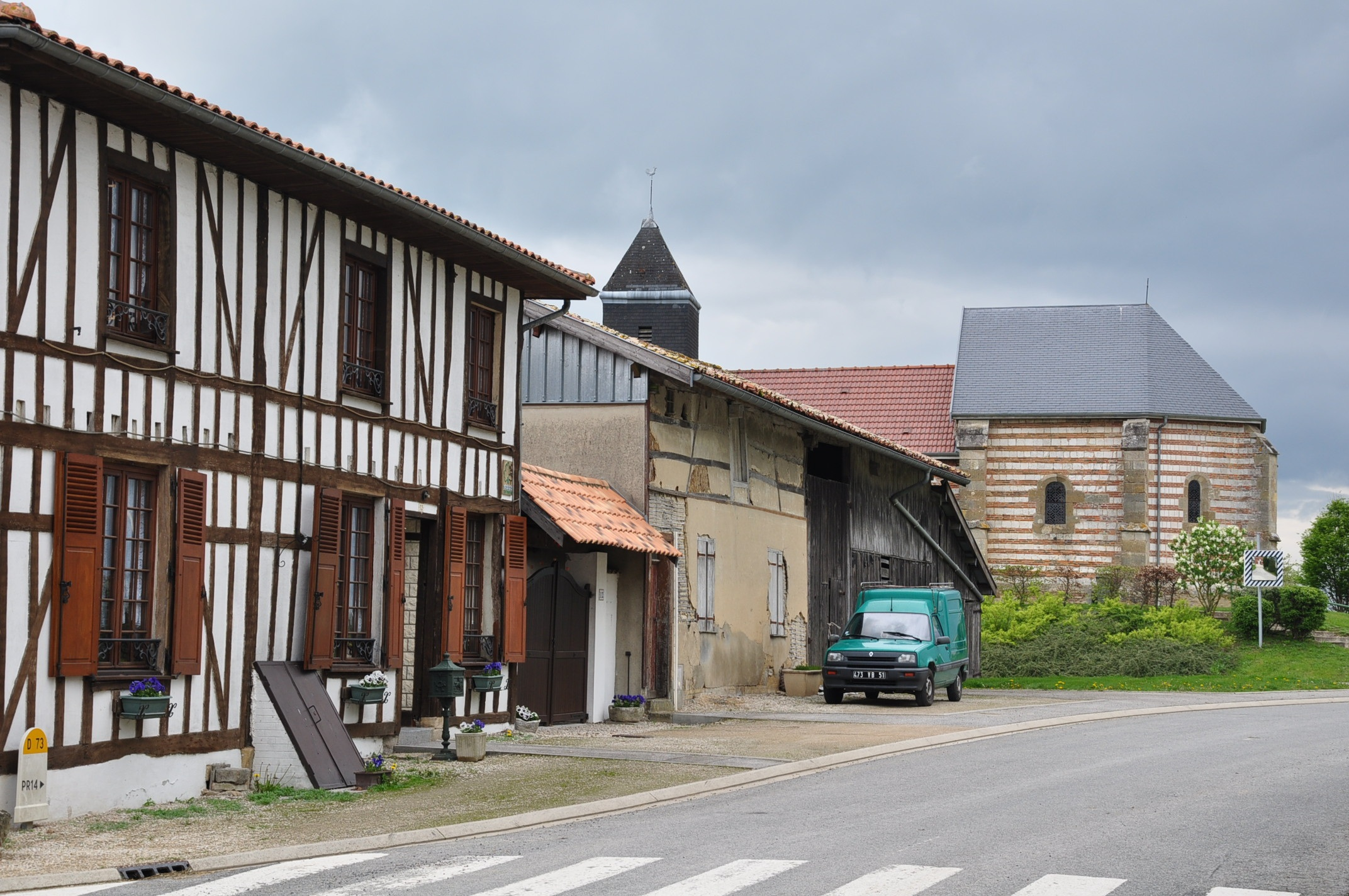
Hoofdstraat in Élise
Bevolking 1962 - 2008